# Gregorio de Antioquía
Gregorio de Antioquía fue el patriarca ortodoxo oriental de Antioquía entre 571 y 593.

## Biografía
Su carrera es conocida en particular por la Historia eclesiástica de Evagrio Escolástico, cuando él mismo era jurista de Antioquía, siendo abogado del patriarcado bajo el pontificado de Gregorio. El predecesor del pontífice fue Anastasio de Antioquía, que fue depuesto por orden del emperador Justino II, acusado de mala gestión según cuenta Evagrio. Gregorio había sido sucesivamente higúmeno del monasterio de los bizantinos de Jerusalén y luego transferido por orden de Justino II, al Monasterio de Santa Catalina del Monte Sinaí. Juan Mosco menciona que también fue abad de Farán en Palestina.
Durante su mandato como abad, el monasterio fue asediado por los árabes 'escenitas' (es decir, nómadas que 'vivían en una tienda', σκηνή en griego). En 573, los ejércitos del rey persa Cosroes I invadieron Siria. Según Evagrio, Gregorio informó de todo lo que estaba sucediendo en territorio persa al emperador, particularmente gracias al obispo de Nísibe. Informó de los movimientos de las tropas enemigas antes de que otros lo advirtieran, pero Justino lo ignoró. Los persas llegaron a Antioquía, cuyas fortificaciones estaban en ruinas, y ante una huida generalizada, los invasores encontraron la ciudad casi vacía y se retiraron casi con las manos vacías. El propio Gregorio había huido con los tesoros del patriarcado.
Hacia 579, el patriarca se vio comprometido en un asunto muy serio. Durante una investigación sobre la existencia de una organización pagana clandestina en Siria, a Anatolio, gobernador de Edesa, muy cercano a Gregorio, a quien visitaba muy a menudo, se le acusó de haber participado en un sacrificio a Zeus en Edesa, y en un registro en su hogar en Antioquía, se encontró una efigie de Apolo escondida detrás de un icono de la Virgen. Sometido a tortura, su secretario Teodoro también implicó al patriarca Gregorio y a otro prelado, Eulogio, que luego sería el patriarca Eulogio de Alejandría, declarando que habían participado durante la noche, en el sacrificio de un niño en Dafne, una localidad cercana a Antioquía. Theodore murió en prisión, nadie sabe cómo. El juicio de Anatolio y otros acusados fue transferido a Constantinopla. El propio Anatolio, en sus confesiones, implicó al patriarca Gregorio, pero según Evagrio, 'sometido a la tortura más extrema', terminó retractándose. Condenado a muerte, fue horriblemente torturado en el Hipódromo de Constantinopla. Aunque Gregorio no fue acusado oficialmente, Evagrio anota que la 'gente de Antioquía le acusaba vehementemente.
El patriarca volvió a sufrir graves ataques nuevamente alrededor de 587 cuando tuvo un conflicto violento con Asterio, conde del Oriente (Comes Orientis). Según Evagrio, una gran parte de la población de la ciudad, asumió la causa del conde, y el patriarca era insultado abiertamente por las calles y en el teatro, donde incluso los actores lo atacaron. Gregorio no parece que haya sido muy popular. Cuando Asterio fue relevado de sus funciones, su sucesor, Juan, fue comisionado por el emperador Mauricio para llevar a cabo una investigación imparcial. Varias personas testificaron contra Gregoire, incluido un banquero que lo acusó de tener una aventura incestuosa con su hermana, una mujer casada. Gregorio apeló al juicio del emperador y los otros patriarcas, yendo a Constantinopla en 588, acompañado por su abogado Evagrio donde se celebró un juicio ante el patriarca de Constantinopla y los representantes de los otros patriarcas, metropolitanos y el senado. Gregorio fue absuelto, y el hombre que lo acusó de incesto fue azotado y enviado al exilio.
Cuatro meses después del regreso del patriarca a Antioquía, la ciudad experimentó un terrible terremoto, que destruyó buena parte de los edificios y mató a sesenta mil personas (cifra de Evagrio). Gregorio salió milagrosamente ileso aunque se derrumbase el palacio patriarcal, y solo él y las personas a su alrededor no fueron sepultados bajo los escombros. El exconde Asterio murió en durante catástrofe.
A principios de 588, tras una reducción salarial, el ejército de Oriente se había amotinado. Prisco, el recién nombrado Magister Militum per Orientem, había sido apedreado por las tropas en el campamento de Monocartum y yuvo que salir huyendo para salvar su vida. Los soldados eligieron un nuevo comandante y comenzaron a hacer pillaje, por lo que los persas aprovecharon la situación para llevar a cabo un ataque en territorio bizantino. El motín duró un año, hasta la Pascua de 589, y Evagrio atribuyó a Gregorio un papel crucial en la resolución del conflicto, pues era muy popular entre los soldados, había hecho numerosas donaciones para el ejército, y reunió a dos mil delegados de todos los regimientos en una localidad llamada Litarba, a unos cincuenta kilómetros de Antioquía. Allí pronunció ante ellos un discurso que reproduce Evagrio (VI, 12, Clavis Patrum Græcorum 7388), y que según él obró maravillas. Deliberando después del discurso, los delegados volvieron a ponerse a disposición del patriarca, quien ordenó que se reconciliaran con su general Filípico y los obsequió con una gran comida. La reunión con Filípico tuvo lugar unos días después, bajo su égida, en Antioquía.
En marzo de 590, el rey persa Cosroes II, que acababa de suceder a su padre Hormizd IV, en cuyo asesinato pudo haber participado, fue derrocado por el general Bahram Chubin y se refugió en Circesium, en territorio bizantino, con sus esposas, hijos y sus allegados. Propuso entonces una alianza al emperador Mauricio contra Bahram a lo que el emperador envió a Circesium una delegación encabezada por Domiciano, obispo metropolitano de Melitene, que era su pariente, pero también por el patriarca Gregorio, quien, según Evagrio, estableció las mejores relaciones con el rey Cosroes. Este último, después de su restablecimiento en su trono con la ayuda de los bizantinos (septiembre de 591), envió a Gregorio dos cruces en oro y piedras preciosas y otros regalos destinados al santuario de San Sergio de Resafa (en Sergiópolis), como un disco de oro con una inscripción reproducida por Evagrio (VI, 21), donde el rey atribuye a la intercesión de San Sergio la maternidad de su esposa cristiana Shirin. Después de esto, Gregorio hizo un recorrido por las tierras fronterizas para convertir a los monofisitas al credo calcedonio.
La muerte de Gregorio es el último evento informado por Evagrio en su Historia (VI, 24), donde se describe que sufría terriblemente de gota y había sucumbido por tomar una droga destinada a aliviar su enfermedad, llamada 'hermodactylos'. Después de la desaparición de Gregorio, su predecesor Anastasio I, fue restablecido como patriarca. El discurso que pronunció tras su regreso está fechado el 25 de marzo de 593.

## Obras
Contenidas en los Clavis Patrum Graecorum (CPG) siguientes:
- CPG 7384, Sobre las santas mujeres miróforas (Oratio in Mulieres Ungüentiferas, Patrologia Graeca (PG) 88, 1848-1866). Relata que cuando se aparece Jesús a María Magdalena, le dice que sea la primera maestra para los maestros, y así que Pedro le negó, aprenda que Él puede elegir mujeres como apóstoles.[3]
- CPG 7385, Sobre las santas Teofanías, homilía I (atribuida a San Gregorio Taumaturgo en PG 10, 1177-1189 ['homilía IV']).
- CPG 7386, Sobre las santas Teofanías, homilía II (atribuida a Juan Crisóstomo en PG 61, 761-764).
- CPG 7387, Sobre Mt. 3, 17 (PG 64, 33-38 = PG 88, 1872-1881), de autenticidad incierta.
- CPG 7389, Sobre el protomártir Esteban, conservado en georgiano (ed. y traducción en PO 19 [1926], p. 689-699).
- CPG 7390, Elogio del protomártir Esteban, conservado en georgiano (ed. y trad. Ibíd., p. 699-715).
- CPG 7394, Carta a los monjes.[4]